# San Juan Tuxtepec
San Juan Tuxtepec es una población del municipio de Chapa de Mota (Estado de México) que cuenta con 4,251 habitantes y se encuentra al norte del municipio.